# Final do Campeonato Catarinense de Futebol de 2017
A final do Campeonato Catarinense de Futebol de 2017 foi decidida em duas partidas, nos dias 30 de abril e 7 de maio, com mando de campo alternado entre os finalistas.
Foi disputada entre Avaí e Chapecoense, em partida que repetiu decisões de duas edições anteriores do Campeonato Catarinense (em 1977 com vitória do time de Chapecó e em 2009 com vitória do time da capital). Desta forma teríamos um tira teima no desempate entre as duas equipes. No geral esta era a vigésima quinta final do Avaí e a décima primeira da Chapecoense.
A Chapecoense conquistou o título pela sexta vez, após vencer o primeiro jogo no Estádio da Ressacada, em Florianópolis, por 1 a 0, e ser derrotado na Arena Condá pelo mesmo placar. Como o regulamento previa que, em caso de empate de pontos e gols marcados a vitória seria do time de melhor campanha nos dois primeiros turnos, neste caso a equipe do oeste do estado sagrou-se campeã da competição.

## Performances dos finalistas

### Avaí
O Avaí teve um início de competição fulminante, tendo obtido quatro vitórias consecutivas nos primeiros jogos da primeira fase. Terminou de forma invicta o turno com seis vitórias e três empates e garantindo a vaga na final da competição. Na segunda metade da competição o time relaxou e acabou não tendo uma performance tão boa quanto na fase anterior. Perdeu a invencibilidade e também a liderança na classificação geral, que culminou com a perda do mando de campo do segundo jogo na final.

### Chapecoense
A Chapecoense venceu o segundo turno conseguindo ter uma participação mais constante ao longo do campeonato, o que lhe ajudou a ter a liderança geral da competição e assim levar o último jogo para ser disputado na Arena Condá. Esta será a segunda decisão da Chapecoense após o fatídico acidente que vitimou boa parte do elenco e da diretoria do time no ano anterior, pois o time disputa também a Recopa Sul-Americana.

## Histórico de confrontos
O histórico de confrontos entre Avaí e Chapecoense é muito equilibrado, com 51 vitórias do Avaí	e 50 da Chapecoense, até esta final. Na disputa de títulos há um empate, pois a Chapecoense foi campeã em cima do Avaí no estadual de 1977 e o Avaí deu o troco em 2009.
Neste campeonato catarinense os clubes se enfrentaram em duas oportunidades. Na primeira delas, no Estádio da Ressacada, em Florianópolis, vitória do Avaí por 3 a 0, com dois gols de Rômulo e um de Denílson. No segundo encontro, desta vez na Arena Condá, em Chapecó, vitória da Chape por 2 a 0, gols de Andrei Girotto e Arthur.

## Arbitragem
Para a Final do Campeonato Catarinense de Futebol de 2017 a Federação Catarinense de Futebol selecionou três árbitros, dos quais dois seriam selecionados, por meio de um sorteio, para apitar os dois jogos da final. Os selecionados para o sorteio foram Bráulio da Silva Machado, Heber Roberto Lopes e Sandro Meira Ricci.
Na tarde de quinta-feira dia 27 de abril de 2017, na sede da Federação, foi realizado o sorteio e a escala dos árbitros ficou da seguinte forma: Heber Roberto Lopes apita a primeira partida a ser realizada no dia 30 de abril, às 16 horas, na Ressacada. Já para a segunda partida a ser realizada no dia 7 de maio, no mesmo horário, na Arena Condá, o árbitro será Bráulio da Silva Machado.
No primeiro jogo Heber Roberto Lopes teve participação negativamente destacada, após exagerar em expulsões ainda no primeiro tempo do jogo. O primeiro foi o jogador Capa do Avaí e aonde a Chapecoense consegui anotar o seu gol enquanto estava com um jogador a mais. Depois o árbitro expulsou Girotto e deixou os dois times com 10 jogadores cada.
O segundo jogo foi bem mais tranquilo para a arbitragem, pois o árbitro Bráulio da Silva Machado soube conduzir melhor a partida. Apesar de ter tido um fim de jogo um pouco tumultuado, durante o jogo os times não tiveram do que reclamar.

## A bola das finais
No dia 25 de abril de 2017, cinco dias antes do primeiro jogo da final, a Federação catarinense e a fornecedora das bolas do campeonato Penalty, apresentaram para a imprensa e para os torcedores a bola que faria parte dos dois jogos finais da competição. O modelo foi a S11, que apresentou as mesmas características técnicas da bola utilizada durante os outros jogos mas com design diferenciado e especialmente desenvolvido para esta fase do campeonato. A bola recebeu linhas doradas, o logo da Federação e dizeres escritos referentes à final.

## Ingressos
Primeira partida
Os ingressos para a primeira partida da final do Campeonato Catarinense de Futebol de 2017 começaram a ser vendidos aos torcedores na segunda-feira, dia 24 de abril.
Os bilhetes para os setores A, C, D, E (cobertos) foram vendidos ao valor de R$ 80,00 (R$ 40,00 para quem tem direito a meia entrada), no setor B (descoberto) R$ 60,00 (R$ 30,00 para quem tem direito a meia entrada), a área vip (coberta) R$ 100 (R$ 50,00 para quem tem direito a meia entrada) e para os visitantes (Setor F e G) no valor de R$ 60,00 (R$ 30,00 para quem tem direito a meia entrada). No setor H uma promoção, para os torcedores do Avaí que adquiriram o ingresso até dia 27 de abril pagaram R$ 20,00 no ingresso.
Segunda partida
A venda dos ingressos para a segunda partida da final do catarinense iniciou em 3 de maio, quarta-feira, tanto nos pontos de venda físicos como pela internet.
Os valores foram definidos como R$ 60,00 na ala sul, R$ 80,00 para quem quiser assistir o jogo na geral, R$ 120,00 para as sociais do estádio e R$ 200,00 nas cadeiras. Para a torcida visitante foram reservados 700 ingressos, todos na ala sul e que foram vendidos apenas do dia do jogo.

## Jogos

### Primeira partida
| Domingo, 30 de abril | Avaí | 0 – 1  | Chapecoense      | Estádio da Ressacada, Florianópolis                                  |
| 16:00 Histórico      |      | Súmula | Luiz Antônio 35' | Público: 15 754 Renda: R$ 398.077,00 Árbitro: SC Héber Roberto Lopes |

| Avaí | Chapecoense |

| AVAÍ:              |    |                  |     |     |
|                    |    |                  |     |     |
| G                  | 1  | Kozlinski        |     |     |
| LD                 | 2  | Leandro Silva    |     |     |
| Z                  | 3  | Betão            |     |     |
| Z                  | 4  | Alemão           |     |     |
| LE                 | 6  | Capa             | 19' |     |
| V                  | 5  | Luan             |     | 71' |
| V                  | 8  | Judson           |     |     |
| M                  | 7  | Denílson         |     |     |
| M                  | 10 | Marquinhos       |     | 27' |
| A                  | 9  | Junior Dutra     |     |     |
| A                  | 11 | Romulo           |     |     |
| Substituições:     |    |                  |     |     |
| G                  | 22 | Douglas          |     |     |
| G                  | 25 | Matheus          |     |     |
| LD                 | 14 | Gustavo Santos   |     |     |
| Z                  | 13 | Gustavo          |     |     |
| Z                  | 15 | Maurício         | 27' | 67' |
| LE                 | 16 | João Paulo       |     | 67' |
| V                  | 17 | Renato Júnior    |     |     |
| V                  | 18 | Lucas Otávio     |     |     |
| M                  | 19 | Diego Jardel     |     |     |
| A                  | 20 | Vinícius Pacheco |     |     |
| A                  | 21 | Devid            |     |     |
| A                  | 23 | Lourenço         |     | 71' |
| Treinador:         |    |                  |     |     |
| Claudinei Oliveira |    |                  |     |     |

| CHAPECOENSE:   |    |                     |     |     |
|                |    |                     |     |     |
| G              | 1  | Artur Moraes        |     |     |
| M              | 2  | João Pedro          |     |     |
| Z              | 3  | Douglas Grolli      |     |     |
| Z              | 21 | Luiz Otávio         |     |     |
| LE             | 6  | Reinaldo            |     |     |
| V              | 5  | Moisés Ribeiro      |     |     |
| V              | 18 | Luiz Antônio        | 63' | 78' |
| V              | 8  | Andrei Girotto      | 36' |     |
| A              | 7  | Rossi               |     | 71' |
| A              | 9  | Wellington Paulista | 49' |     |
| A              | 17 | Arthur              |     | 82' |
| Substituições: |    |                     |     |     |
| G              | 12 | Elias               |     |     |
| LD             | 22 | Apodi               |     |     |
| Z              | 14 | Fabricio Bruno      |     |     |
| Z              | 15 | Nathan              |     | 78' |
| Z              | 16 | Diego Renan         |     |     |
| Z              | 80 | Victor Ramos        |     |     |
| V              | 25 | Lucas Mineiro       |     |     |
| M              | 20 | Nádson              |     |     |
| M              | 30 | Neném               |     |     |
| A              | 10 | Túlio de Melo       |     |     |
| A              | 11 | Niltinho            |     | 71' |
| A              | 27 | Osman               |     | 82' |
| Treinador:     |    |                     |     |     |
| Vagner Mancini |    |                     |     |     |

Bandeirinhas:
SC Neuza Ines Back
 (FIFA)
SC Helton Nunes
 (asp. FIFA)
Quarto árbitro:
SC Rodrigo d'Alonso Ferreira
 (CBF)
Quinto árbitro:
SC Leandro Messina Perrone

Avaliador:
SC Sandro Luis Mattos

Delegado:
SC Manoel de Paula Machado

### Segunda partida
| 7 de maio | Chapecoense | 0 – 1  | Avaí              | Arena Condá, Chapecó                                                      |
| 16:00     |             | Súmula | Leandro Silva 27' | Público: 19 141 Renda: R$ 567.940,00 Árbitro: SC Bráulio da Silva Machado |

| Chapecoense | Avaí |

| CHAPECOENSE:   |    |                     |       |     |
|                |    |                     |       |     |
| G              | 1  | Artur Moraes        | 90+4' |     |
| M              | 2  | João Pedro          |       |     |
| Z              | 3  | Douglas Grolli      | 33'   |     |
| Z              | 21 | Luiz Otávio         |       |     |
| LE             | 6  | Reinaldo            | 61'   |     |
| V              | 5  | Moisés Ribeiro      | 62'   |     |
| V              | 18 | Luiz Antônio        |       | 86' |
| V              | 15 | Nathan              |       | 63' |
| A              | 7  | Rossi               |       |     |
| A              | 9  | Wellington Paulista |       | 71' |
| A              | 17 | Arthur              |       |     |
| Substituições: |    |                     |       |     |
| G              | 12 | Elias               |       |     |
| LD             | 22 | Apodi               |       | 63' |
| Z              | 14 | Fabricio Bruno      |       |     |
| Z              | 16 | Diego Renan         |       |     |
| Z              | 80 | Victor Ramos        |       |     |
| V              | 23 | Moisés Gaúcho       |       |     |
| M              | 26 | Dodô                |       |     |
| M              | 20 | Nádson              |       |     |
| M              | 30 | Neném               | 90+3' |     |
| A              | 10 | Túlio de Melo       | 77'   | 71' |
| A              | 11 | Niltinho            |       |     |
| A              | 27 | Osman               |       | 86' |
| Treinador:     |    |                     |       |     |
| Vagner Mancini |    |                     |       |     |

| AVAÍ:              |    |                  |       |     |
|                    |    |                  |       |     |
| G                  | 1  | Kozlinski        |       |     |
| LD                 | 2  | Leandro Silva    |       |     |
| Z                  | 3  | Betão            |       |     |
| Z                  | 4  | Alemão           |       |     |
| LE                 | 6  | João Paulo       |       |     |
| V                  | 5  | Luan             | 56'   | 74' |
| V                  | 8  | Judson           |       |     |
| M                  | 7  | Denílson         |       | 74' |
| M                  | 10 | Marquinhos       | 62'   | 87' |
| A                  | 9  | Junior Dutra     |       |     |
| A                  | 11 | Romulo           |       |     |
| Substituições:     |    |                  |       |     |
| G                  | 22 | Douglas          |       |     |
| LD                 | 14 | Gustavo Santos   |       |     |
| Z                  | 13 | Gustavo          |       |     |
| Z                  | 16 | Maurício         |       |     |
| V                  | 15 | Lucas Otávio     |       |     |
| V                  | 17 | Caio César       | 90+5' | 74' |
| M                  | 18 | Diego Jardel     |       | 74' |
| A                  | 19 | Vitor            |       |     |
| A                  | 20 | Vinícius Pacheco |       |     |
| A                  | 21 | Yuri             |       |     |
| A                  | 23 | Lourenço         |       | 87' |
| Treinador:         |    |                  |       |     |
| Claudinei Oliveira |    |                  |       |     |

Bandeirinhas:
SC Kleber Lúcio Gil
 (FIFA)
SCCarlos Berkenbrock (CBF)
Quarto árbitro:
SC William Machado Steffen
 (CBF)
Quinto árbitro:
SC Ramon Abatti Abel

Avaliador:
SC Luiz Carlos Espíndola Gonçalves

Delegado:
SC Fábio Marcel Nogueira
 (CBF)

## Campeão
| Campeonato Catarinense de 2017  |
| ------------------------------- |
|                                 |
| Chapecoense Campeão (6º título) |